# José Gervasio Artigas
Pour les articles homonymes, voir Artigas (homonymie).
José Gervasio Artigas y Arnal, né le 19 juin 1764 à Montevideo (Uruguay) et mort le 23 septembre 1850 à Ibiray (Paraguay), est un militaire des Provinces-Unies du Río de la Plata qui participa à la guerre d'indépendance de l'Argentine et de l'Uruguay, il est d'ailleurs surnommé « El Libertador ».

## Biographie

### Origine
José Artigas naquit à Montevideo dans une riche famille de grands propriétaires terriens ; il était le petit-fils du chef d'une des sept familles fondatrices de Montevideo. À l'âge de 12 ans, il parcourait déjà à cheval les terres de sa famille et s'intéressait aux travaux du domaine. Vivant parmi les habitants locaux et particulièrement les gauchos et indigènes (sa première compagne fut une indigène), il devint un très bon cavalier et manieur d'armes à feu dont le nom était connu et respecté à travers toute la campagne locale. Il s'engagea aussi notoirement dans des affaires de contrebande agraire sur les frontières brésiliennes.
À l'âge de 33 ans, alors qu'il recherchait l'amnistie réservée à ceux qui n'avaient pas commis d'actes violents, il intégra le régiment de Blandengues (aujourd'hui, la garde d'honneur) chargé de maintenir l'ordre rural et protéger la frontière avec le Brésil, où il monta vite en grade.

### Guerre d'indépendance
En 1810, l'Espagne transféra les institutions de la vice-royauté du Río de la Plata à Montevideo puisque la révolution de mai forçait le vice-roi à abandonner Buenos Aires. Le 15 février 1811, il quitta le régiment de Blandengues et partit à Buenos Aires pour offrir ses services à la cause révolutionnaire. Les peuples des colonies espagnoles de l'Amérique entière commençaient les guerres d'indépendance et Artigas voulait mener cet idéal dans la bande Orientale. C'est donc au début du mois d'avril qu'il retourna dans son pays avec environ 180 soldats, mandaté par le gouvernement de Buenos Aires. Le 11 avril, il prononça la proclamation de Mercedes et devint le chef de la révolution le 18 mai lorsqu'il défit les forces espagnoles à la bataille de Las Piedras. Puis il commença le siège de Montevideo et fut officiellement nommé Premier chef des Orientaux (Primer Jefe de los Orientales).
En 1814, il organisa la Ligue des peuples libres (Liga de los Pueblos Libres) et en fut déclaré le « Protecteur ». L'année suivante, il libéra Montevideo de l'emprise des partisans du parti Unitaire qui prônait le centralisme) argentin et refusait le fédéralisme proposé par Artigas. La même année, il mit en place dans la ville d'Arroyo de la China (aujourd'hui nommée Concepción del Uruguay) le pré-congrès de l'indépendance des provinces d'Argentine avec les provinces de Córdoba, Corrientes, Entre Ríos, Misiones et Santa Fe et de la bande Orientale (actuel Uruguay) qui se déclaraient indépendantes de l'Espagne et des autres pays étrangers, et invita les autres provinces des Provinces-Unies du Río de la Plata (nom donné alors à l'Argentine) à les joindre dans un système fédéral. Les États-Unis sont son modèle politique : il veut instaurer un système similaire, conçu pour limiter les potentiels abus de pouvoir, de totalitarisme et d'ingérences extérieures.
Ce fut à ce congrès qu'Artigas ratifia l'utilisation du drapeau créé par Manuel Belgrano.

« Liga de los Pueblos Libres » en 1815

Artigas fut à l'origine d'une des premières réformes agraires aux Amériques. Le code agraire de 1815 fut la constitution la plus avancée et la plus glorieuse connue des Uruguayens, inspirée des idées de Campomanes de Jovellanos. On décréta l'expropriation et la répartition des terres des mauvais Européens, des Américains, plus mauvais encore, habitant le pays, et de ceux qui avaient émigré pendant la révolution. On confisqua ces terres sans aucune indemnisation. Les enfants des anciens propriétaires n'eurent pas à payer les fautes de leurs parents et eurent droit à la même surface de terre que celle attribuée aux patriotes pauvres.
Après le départ d'Artigas les législations successives ne reconnurent pas la validité des répartitions de terres qu'il effectua, ceux qui avaient bénéficié de terres en furent expulsés.
La répartition des terres s'effectua selon le principe que les plus malheureux devaient être les mieux servis. Les indigènes selon Artigas avaient les droits les plus importants.
L'idée était de fixer les gauchos errants et sans terre en en faisant des paysans.
L'augmentation constante de l'influence et du prestige de la Ligue fédérale dans toute la région constitue une menace intolérable pour les prétentions hégémoniques de Buenos Aires, et déplaît au Portugal et sa colonie brésilienne, qui ne veulent pas d'une république à leurs portes. En août 1816 ce dernier envahit donc la Province orientale avec la complicité du gouvernement de Buenos Aires, dans l'intention de démanteler la révolution et de tuer son chef.
L'armée portugaise était commandée par Carlos Federico Lecor qui, aidée par sa supériorité numérique et technologique, battit l'armée d'Artigas et conquit dès le 20 janvier 1817 la ville de Montevideo ; mais la lutte armée continua encore pendant trois années dans les campagnes, avec des victoires et défaites d'ampleurs diverses des deux côtés. Furieux de la passivité de Buenos Aires, Artigas déclara la guerre au régime central argentin en même temps que son armée essuyait plusieurs échecs successifs face aux Portugais.
Le 22 janvier 1820 vit se dérouler la dernière bataille marquante d'Artigas et aussi une défaite sans appel : la bataille de Tacuarembó. Au cours de ce massacre, l'armée portugaise attaqua le campement où dormait encore le plus gros de l'armée orientale, qui fut très rapidement décimé et dispersé. Artigas, parti chercher des chevaux pour son armée, était absent. Pour le Portugal cette victoire signifiait essentiellement la fin de la guerre, mais lui décida de poursuivre la lutte. Une semaine après ce désastre, ses lieutenants Francisco Ramírez (gouverneur de Entre Ríos) et Estanislao López (gouverneur de Santa Fe), parvinrent à battre le pouvoir central de Buenos Aires à la bataille de Cepeda, mais ils se retournèrent effectivement contre Artigas lorsqu'ils signèrent la paix avec ce gouvernement : non seulement ils s'engagèrent à ne pas aider Artigas, mais ensuite Ramírez prit à sa charge de finir de le mettre en déroute au cours d'une série de batailles qui s'étendit de juin à septembre et géographiquement jusqu'au nord du pays. Ramírez allait de victoire en victoire, mais l'aura du Protectador, même trahi de toutes parts et acculé, était telle auprès des indigènes que des flux de combattants ont continué de régénérer ses troupes jusqu'au bout.

### Exil
Artigas passa finalement le 5 septembre 1820 au Paraguay avec ses 150 derniers fidèles, qui se dispersèrent sur ordre du dictateur paraguayen d'alors, José de Francia. Méfiant, ce dernier lui accorda l'asile mais le plaça en liberté surveillée jusqu'à la fin de ses jours. Il disparut définitivement de la vie politique de la région et s'éteignit en 1850, après trente ans d'une vie exilée paisible, simple et teintée d'amertume. On dit que ses dernières paroles furent l'ordre que l'on le porte sur son cheval, pour qu'il y meure comme un gaucho.
Ses restes sont rapatriés en Uruguay en 1855 et reposent depuis 1977 dans un mausolée, surmonté de sa statue équestre, situé sous la place de l'Indépendance, au centre de Montevideo.

## Citations

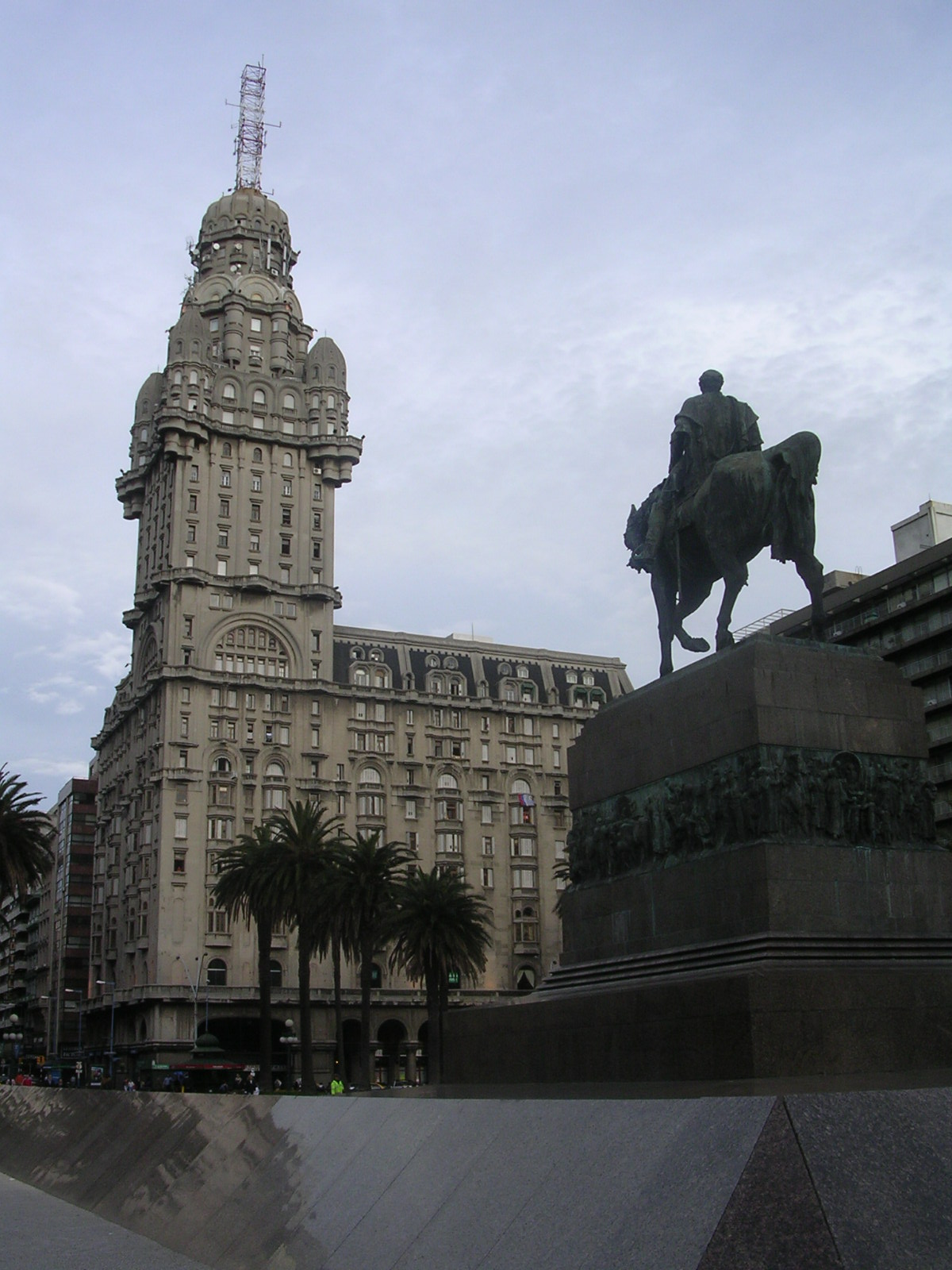
La statue d'Artigas sur la place de l'Indépendance, à Montevideo.

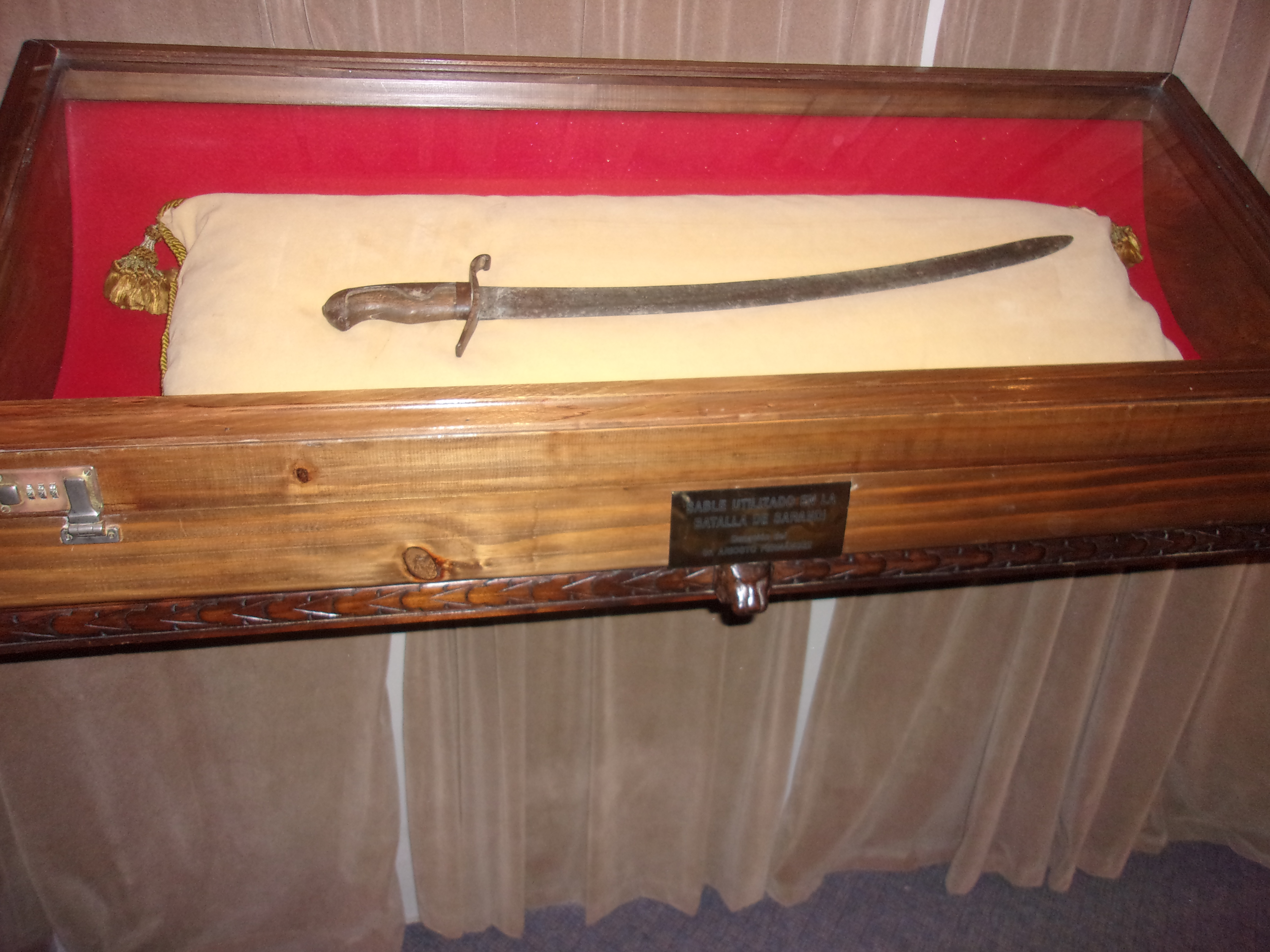
Sabre d'Artigas.

- « Je ne vendrai pas le patrimoine riche des Orientaux au bas prix de la nécessité. » (No venderé el rico patrimonio de los Orientales al bajo precio de la necesidad.)
- « Mon autorité émane de vous, et elle cesse en votre présence souveraine. » (Mi autoridad emana de vosotros, y ella cesa ante vuestra presencia soberana)
- « Libre, je n'offense pas et je ne crains pas.» (Con libertad, ni ofendo ni temo, devise de Montevideo)
- « Clémence pour les vaincus. » (Clemencia para los vencidos)
- « Que les Orientaux soient autant lettrés que courageux » (Sean los Orientales tan ilustrados como valientes)

## Idéal
On dit qu'il admirait les États-Unis d'Amérique et qu'il portait toujours sur lui une reproduction de la Constitution des États-Unis d'Amérique. Il voulait que le gouvernement des Provinces-Unies du Río de la Plata fût fondé sur la même idée de fédéralisme. C'est cet idéal que ne supportait pas le gouvernement central de Buenos Aires qui voulait un État centralisé comme les monarchies européennes, mais il réussit tout de même à avoir le soutien de nombreuses provinces. C'est pour cette raison que Buenos Aires et le Portugal voulaient sa mort.
Diverses statues lui rendent hommage à Washington, DC, à Montevideo, un buste à Paris, ainsi que dans la ville de Québec.